# Eva von Angern

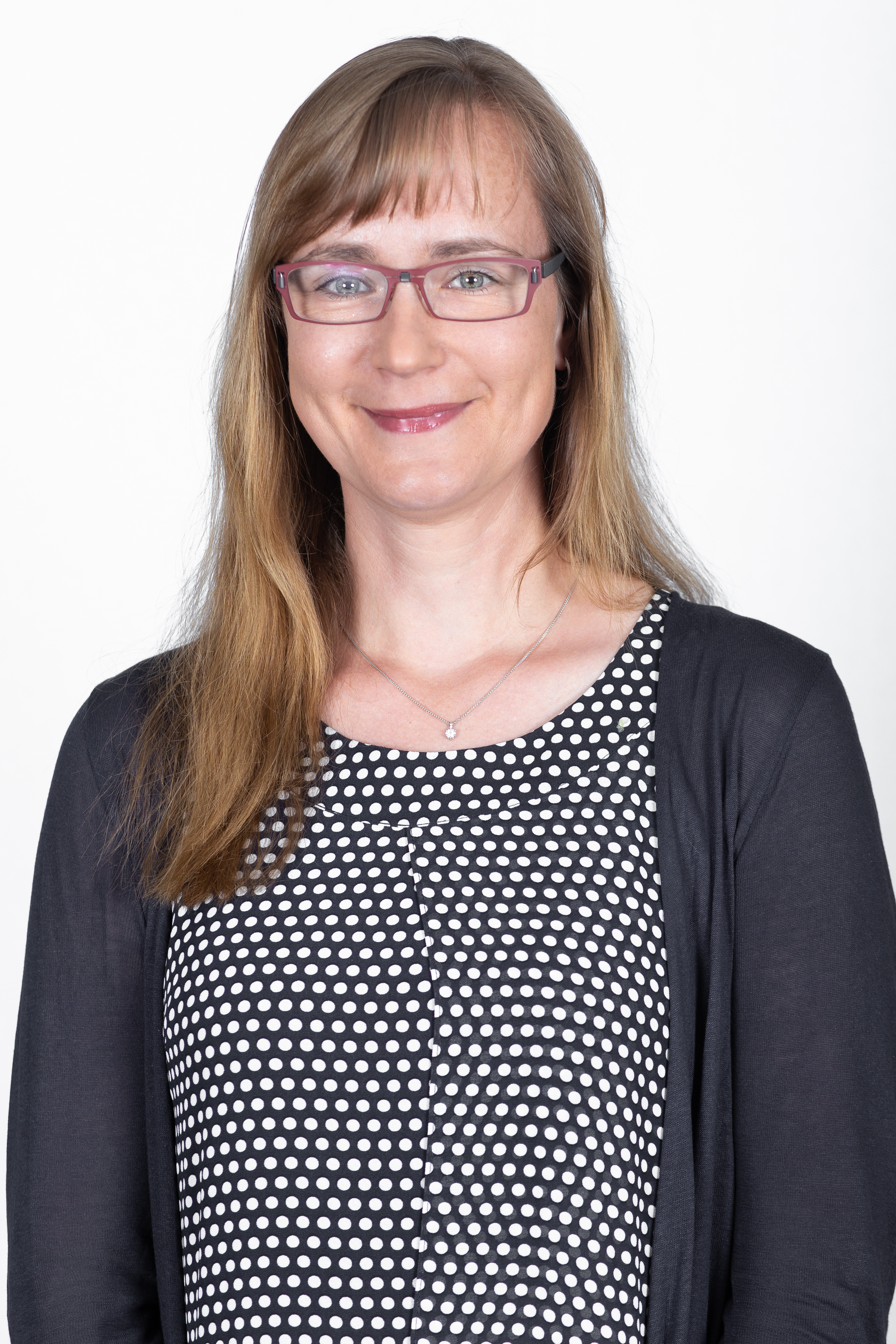
Eva von Angern 2018

Eva von Angern (* 1. Dezember 1976 in Magdeburg) ist eine deutsche Rechtsanwältin und Politikerin (Die Linke). Sie ist seit 2002 Abgeordnete im Landtag von Sachsen-Anhalt, seit dem 1. Dezember 2020 Co-Vorsitzende und seit Juni 2021 alleinige Vorsitzende der dortigen Fraktion der Linken.

## Bildung und Beruf
Eva von Angern besuchte von 1983 bis 1991 die Polytechnische Oberschule „Dr. Richard Sorge“ in Magdeburg und machte 1995 am Wilhelm-Raabe-Gymnasium ihr Abitur. Sie war Servicemitarbeiterin im CinemaxX Magdeburg. Das Studium der Rechtswissenschaften an der Martin-Luther-Universität Halle-Wittenberg schloss von Angern 2001 mit der ersten Prüfung ab. Am Ende ihres Rechtsreferendariats am Oberlandesgericht Naumburg absolvierte sie 2005 erfolgreich die zweite Staatsprüfung. Seit 2006 arbeitet sie als Rechtsanwältin in Magdeburg.

## Politik
1996 trat von Angern in die Partei des Demokratischen Sozialismus (PDS) ein und war von 1998 bis 2002 stellvertretende Vorsitzende und von 2002 bis 2011 Vorsitzende des PDS/Die Linke-Stadtverbandes Magdeburg. Seit 1999 ist sie Mitglied in der Sozialistischen Arbeitsgemeinschaft der Frauen in der Partei Die Linke (LISA) und seit 2013 ist sie Vorsitzende der Schiedskommission des Landesverbandes der Partei. Für die Linkspartei.PDS zog sie im April 2002 (4. Wahlperiode) in den Landtag von Sachsen-Anhalt ein. Bei den Landtagswahlen 2006, 2011 und 2016 wurde sie wiedergewählt. Von 2014 bis 2020 war sie die stellvertretende Fraktionsvorsitzende.
Im Ausschuss für Recht, Verfassung und Gleichstellung, im Wahlprüfungsausschuss und in der Parlamentarischen Kontrollkommission ist von Angern stellvertretende Vorsitzende, im 19. Parlamentarischen Untersuchungsausschuss und in der Enquete-Kommission Stärkung der Demokratie ordentliches Mitglied.
Eva von Angern war Spitzenkandidatin der Linken Sachsen-Anhalt zur Landtagswahl 2021. Seit dem 1. Dezember 2020 ist sie Co-Fraktionsvorsitzende der Linken zusammen mit Thomas Lippmann.
In Vorbereitung auf die Landtagswahl 2021 erarbeitete sie gemeinsam mit dem Linken-Landeschef Stefan Gebhardt ein Thesenpapier unter dem Titel „Nehmt den Wessis das Kommando!“, in dem Westdeutschen „Ausbeutung“ und eine „Unkultur der Verachtung“ vorgeworfen wird. Zuvor hatte sie ein Wahlplakat ebenfalls unter dem Slogan „Nehmt den Wessis das Kommando“ für die Landtagswahl vorgestellt, das nicht nur von allen anderen Parteien, sondern auch innerparteilich kritisiert wurde.
Für die Landtagswahl 2026 wurde sie im Juni 2025 vom Parteivorstand als Spitzenkandidatin vorgeschlagen. Bestätigt werden soll dies auf dem Landesparteitag im November. Ihren Fokus legt sie insbesondere auf soziale Politik als auch auf eine direkte Ansprechbarkeit potentieller Wähler und Wählerinnen und die starke Präsenz in den sozialen Medien wie auf TikTok, Instagram und Facebook. 
Nach eigener Darstellung wurde von Angern 2016 das Amt der brandenburgischen Justizministerin angeboten, das sie jedoch ablehnte.

## Mitgliedschaften
Von 2001 bis 2011 war von Angern Beisitzerin im Landesfrauenrat Sachsen-Anhalt e. V. und ist seit 2011 deren Vorsitzende. Seit 2006 ist sie Mitglied im Deutschen Kinderschutzbund Sachsen-Anhalt e. V. und war von 2006 bis 2011 Beisitzerin im Vereinsvorstand. Seit 1998 ist von Angern zudem Mitglied im „Bündnis gegen Rechts“ Magdeburg, seit 2000 im Förderverein des Kinderförderwerk e. V., seit 2005 im Förderverein des Hegel-Gymnasiums Magdeburg, seit 2012 in der Deutschen Vereinigung für Jugendgerichte und Jugendgerichtshilfen e. V. und seit 2014 im Regionalbeirat der Nord LB, Magdeburg.

## Privates
Eva von Angern ist konfessionslos, verheiratet und Mutter von drei Kindern. Sie gehört dem Adelsgeschlecht von Angern an und wählte ihren Geburtsnamen als Ehenamen. Ihre Mutter war Geschichtslehrerin und ihr Vater Polizist.